# Ryosuke Nakanishi
Ryosuke Nakanishi (中西 亮輔, Nakanishi Ryosuke, nascido em 6 de março de 1976) é um compositor, arranjador e produtor musical mais conhecido por seu papel nas trilhas sonoras de vários animes e jogos de videogame. Seu trabalho inclui trilhas para High School DxD, Kuroko no Basket e Hataraku Mao-sama! Ele costuma usar o nome artístico R-midwest.
Nakanishi é o cofundador da agência musical ApDream Group, bem como o diretor executivo da produtora musical Artus. Ele também é membro da Associação Japonesa de Compositores e Arranjadores (JCAA).

## Biografia
Nakanishi nasceu em Tóquio, em 1976. Nasceu em uma família de músicos, por isso recebeu educação musical desde muito cedo. Ele começou a compor músicas para outros artistas em 2000. Em 2004, ele fez sua estreia como compositor de trilhas sonoras com a música tema de encerramento "Aoi Tabibito", do anime Mars Daybreak. Desde então, ele tem atuado como músico, tendo fornecido música para muitas obras de mídia visual, principalmente arranjando faixas, temas de abertura e temas de encerramento para anime.